# Myiagra ferrocyanea
Myiagra ferrocyanea е вид птица от семейство Monarchidae.

## Разпространение
Видът е разпространен в Папуа Нова Гвинея и Соломоновите острови.